# 西鐵銀水站
西鐵銀水站（日语：／ Nishitetsu Ginsui eki */?）是位於福岡縣大牟田市大字草木，西日本鐵道（西鐵）的天神大牟田線車站。車站編號為T48。

## 歷史
- 1938年（昭和13年）10月1日 - 銀水站啟用。
- 1942年（昭和17年）9月22日 - 車站改名為西鐵銀水站。
- 1972年（昭和47年） - 翻新車站大樓。
- 2017年（平成29年）2月1日 - 此站引入車站編號[1]。
- 2021年（令和3年）4月1日 - 隨著引入中央控制行車，整日成為無人車站[2][3]。

## 車站構造
車站是一座地面車站，設有1面2線的島式月台。此站設有自動閘機。

### 月台
| 月台 | 路線          | 上下行 | 方向                           |
| ---- | ------------- | ------ | ------------------------------ |
| 1    | ■天神大牟田線 | 下行   | 大牟田方向                     |
| 2    | ■天神大牟田線 | 上行   | 久留米、福岡（天神）、甘木方向 |

## 使用狀況
在2019年度，1日平均上下車人次為674。
以下為各年度1日平均使用人次列表：
| 年度               | 1日平均 乘車人次 | 1日平均 上下車人次 |
| ------------------ | ---------------- | ------------------ |
| 2001年（平成13年） | 488              | 1,027              |
| 2002年（平成14年） | 447              | 945                |
| 2003年（平成15年） | 437              | 923                |
| 2004年（平成16年） | 427              | 874                |
| 2005年（平成17年） | 400              | 800                |
| 2006年（平成18年） | 403              | 807                |
| 2007年（平成19年） | 403              | 768                |
| 2008年（平成20年） | 355              | 714                |
| 2009年（平成21年） | 342              | 680                |
| 2010年（平成22年） | 323              | 646                |
| 2011年（平成23年） | 374              | 734                |
| 2012年（平成24年） | 386              | 767                |
| 2013年（平成25年） | 430              | 830                |
| 2014年（平成26年） | 389              | 754                |
| 2015年（平成27年） | 391              | 753                |
| 2016年（平成28年） | 389              | 741                |
| 2017年（平成29年） | 373              | 698                |
| 2018年（平成30年） |                  |                    |
| 2019年（令和元年） |                  | 674                |

## 車站周邊
- JR九州鹿兒島本線銀水站 - 距離此站東北方約400米
- 福岡縣立三池高等學校（日语：福岡県立三池高等学校）
- 大牟田中學·高等學校（日语：大牟田中学校・高等学校）
- 銀水郵局
- 大牟田中央汽車學校
- KS高爾夫花園
- 國道208號（日语：国道208号）

## 相鄰車站
西日本鐵道
■天神大牟田線
■特急、■急行
通過
■普通
東甘木（T47）－西鐵銀水（T48）－新榮町（T49）

## 注腳
1. ↑   (PDF). 西日本鐵道. 2017-01-24  [2017年3月20日]. （原始内容存档 (PDF)于2020-07-28） （日语）.
2. ↑   (PDF) (新闻稿). 西日本鉄道広報部. 2021-03-19  [2021-03-19]. （原始内容存档 (PDF)于2021-03-19） （日语）.
3. ↑   (PDF) (新闻稿). 西日本鉄道広報部. 2020-08-28  [2020-08-28]. （原始内容存档 (PDF)于2020-08-28） （日语）.
4. 1 2  . 西日本鉄道株式会社.   [2021-01-14]. （原始内容存档于2021-01-29） （日语）.
5. ↑  大牟田市統計年鑑 （運輸および通信） - 大牟田市公式ホームページ／統計 （页面存档备份，存于）（日語）

## 外部連結
- 西鐵銀水站（西鐵沿線web） （页面存档备份，存于）（日語）